# Goli Otok
Goli Otok (pronúncia em servo-croata: pronunciada [ɡôliː ǒtok]; lit.  "Ilha Estéril"; em italiano:  Isola Calva) é uma ilha árida e desabitada da Croácia que foi o local de uma prisão política que estava em uso quando a Croácia fazia parte da República Socialista Federativa da Iugoslávia. A prisão funcionou entre 1949 e 1989.
A ilha está localizada no norte do Mar Adriático, próximo à costa do Condado Litoral-Serrano, Croácia, com uma área de aproximadamente 4,5km2. Exposta aos fortes ventos bora, principalmente no inverno, a superfície da ilha é quase totalmente desprovida de vegetação, dando o nome a Goli Otok (literalmente, "ilha árida" em croata). É também conhecida como a "Alcatraz Croata" devido à sua localização insular e alta segurança.

## Prisão de Goli Otok
Apesar de ter sido durante muito tempo um pasto ocasional para os rebanhos de pastores locais, a ilha árida aparentemente nunca foi colonizada de forma permanente, a não ser pelos prisioneiros durante o século XX.  Durante a Primeira Guerra Mundial, a Áustria-Hungria enviou prisioneiros de guerra russos da Frente Oriental para Goli Otok. 

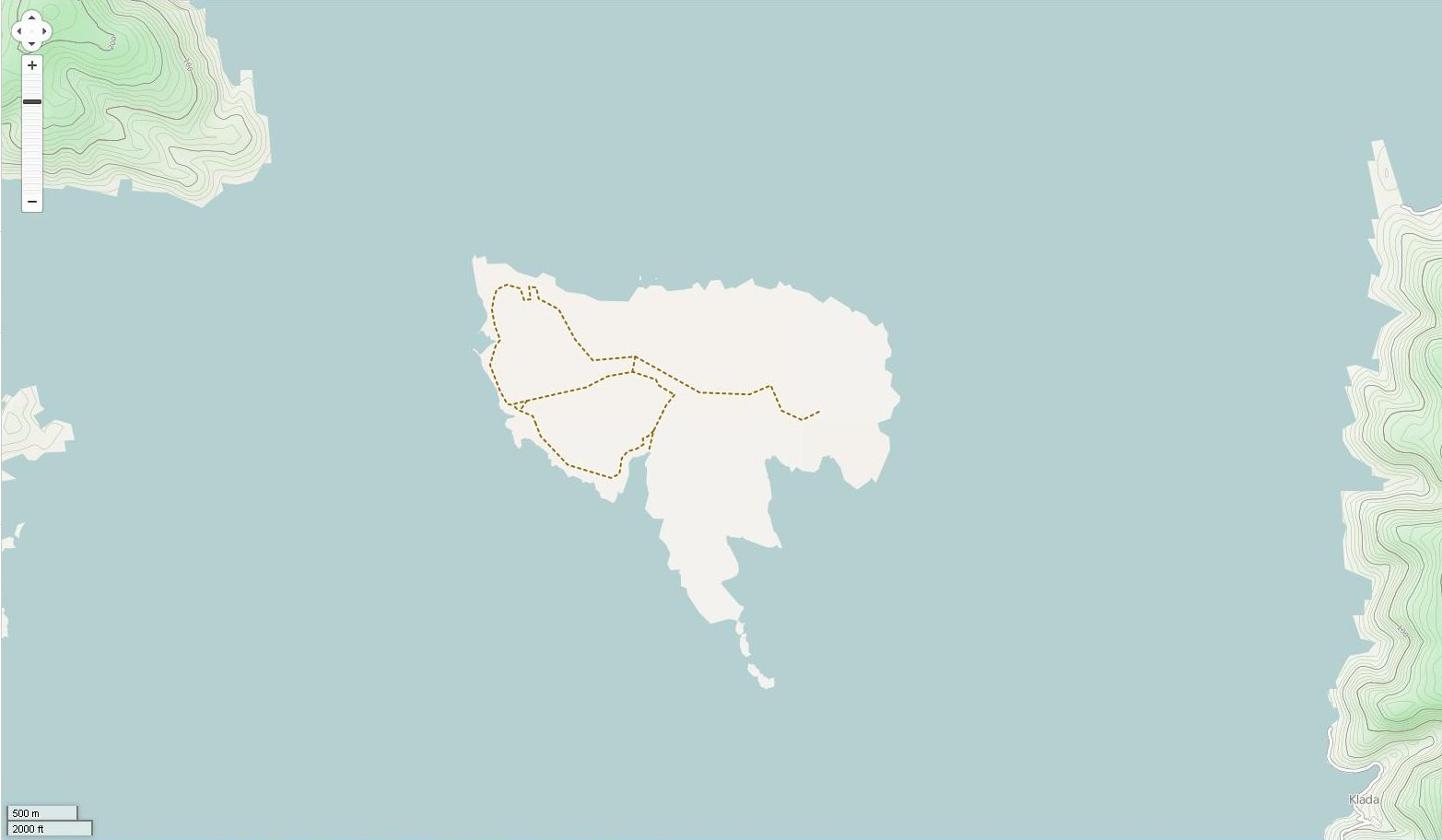
Mapa de Goli Otok

Em 1949, toda a ilha foi oficialmente transformada em uma prisão e campo de trabalhos forçados de alta segurança e ultrassecreto administrado pelas autoridades da República Federal Popular da Iugoslávia,  juntamente com a vizinha ilha Sveti Grgur, que abrigava um campo semelhante para prisioneiras. Até 1956, após a ruptura Tito-Stálin e durante todo o período Informbiro, foi utilizado para encarcerar prisioneiros políticos  Estes incluíam stalinistas conhecidos e alegados, mas também outros membros do Partido Comunista da Iugoslávia ou mesmo cidadãos não partidários acusados de demonstrar simpatia ou inclinações para com a União Soviética.
Muitos anticomunistas (sérvios, croatas, macedônios, albaneses e outros nacionalistas, etc.) também foram encarcerados em Goli Otok. Prisioneiros apolíticos também foram enviados à ilha para cumprir penas criminais simples e alguns deles foram condenados à morte. Um total de aproximadamente 16.000  presos políticos serviram lá, dos quais entre 400  e 600 morreram na ilha. Outras fontes, em grande parte baseadas em várias declarações individuais, afirmam que quase 4.000 prisioneiros morreram no campo. 
Os reclusos eram obrigados a trabalhar (em pedreira, olaria e marcenaria), independentemente das condições meteorológicas: no verão a temperatura subia até aos 40 °C (104 °F), enquanto no inverno eles foram submetidos ao vento gelado do bora e às temperaturas congelantes.  A prisão era inteiramente administrada por presidiários e seu sistema hierárquico forçava os condenados a espancar, humilhar, denunciar e evitar uns aos outros. Aqueles que cooperassem poderiam esperar subir na hierarquia e receber um tratamento melhor.
Depois que a Iugoslávia normalizou as relações com a União Soviética, a prisão de Goli Otok passou para a jurisdição provincial da República Popular da Croácia (em oposição às autoridades federais iugoslavas). Independentemente disso, a prisão permaneceu um tema tabu na Iugoslávia até o início da década de 1980.  Antonije Isaković escreveu o romance Tren (Momento) sobre a prisão em 1979, esperando até depois da morte de Josip Broz Tito em 1980 para liberá-lo. O livro se tornou um best-seller instantâneo. A prisão foi fechada em 30 de dezembro de 1988 e completamente abandonada em 1989.  Desde então, foi deixado em ruínas. Desde então, tornou-se uma atração turística e é habitada por pastores de Rab. Os ex-prisioneiros croatas estão organizados na Associação de Ex-Prisioneiros Políticos de Goli Otok. Na Sérvia, estão organizados na Sociedade de Goli Otok.

### Prisioneiros notáveis
- Šaban Bajramović, músico cigano sérvio[24]
- Panko Brashnarov, político macedônio[25]
- Vlado Dapčević, revolucionário comunista e partidário iugoslavo montenegrino[26]
- Adem Demaçi, político e autor albanês do Kosovo[27]
- Teki Dervishi, escritor albanês[27]
- Vlado Dijak, escritor e partidário sérvio-bósnio iugoslavo[28]
- Alija Izetbegović, mais tarde presidente da Bósnia e Herzegovina[27]
- Nikola Kljusev, ex-primeiro-ministro da Macedônia[29]
- Tine Logar, linguista esloveno[30]
- Venko Markovski, escritor macedônio [6]
- Dragoljub Mićunović, partidário, sociólogo e político sérvio[31]
- Dragoslav Mihailović, escritor sérvio [32]
- Alfred Pal, pintor e designer gráfico croata[33]
- Dobroslav Paraga, político croata[21]

- Aleksandar Popović, escritor sérvio[34]

- Igor Torkar, escritor esloveno [6]

- Vlasta Velisavljević, ator sérvio[35]
- Ante Zemljar, partidário e escritor croata[36]
- Savo Zlatić, médico e político croata[37]
- Vitomil Zupan, escritor esloveno [6]

## Goli Otok na mídia

### Literatura

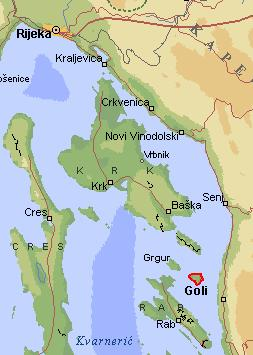
Goli Otok e suas ilhas vizinhas

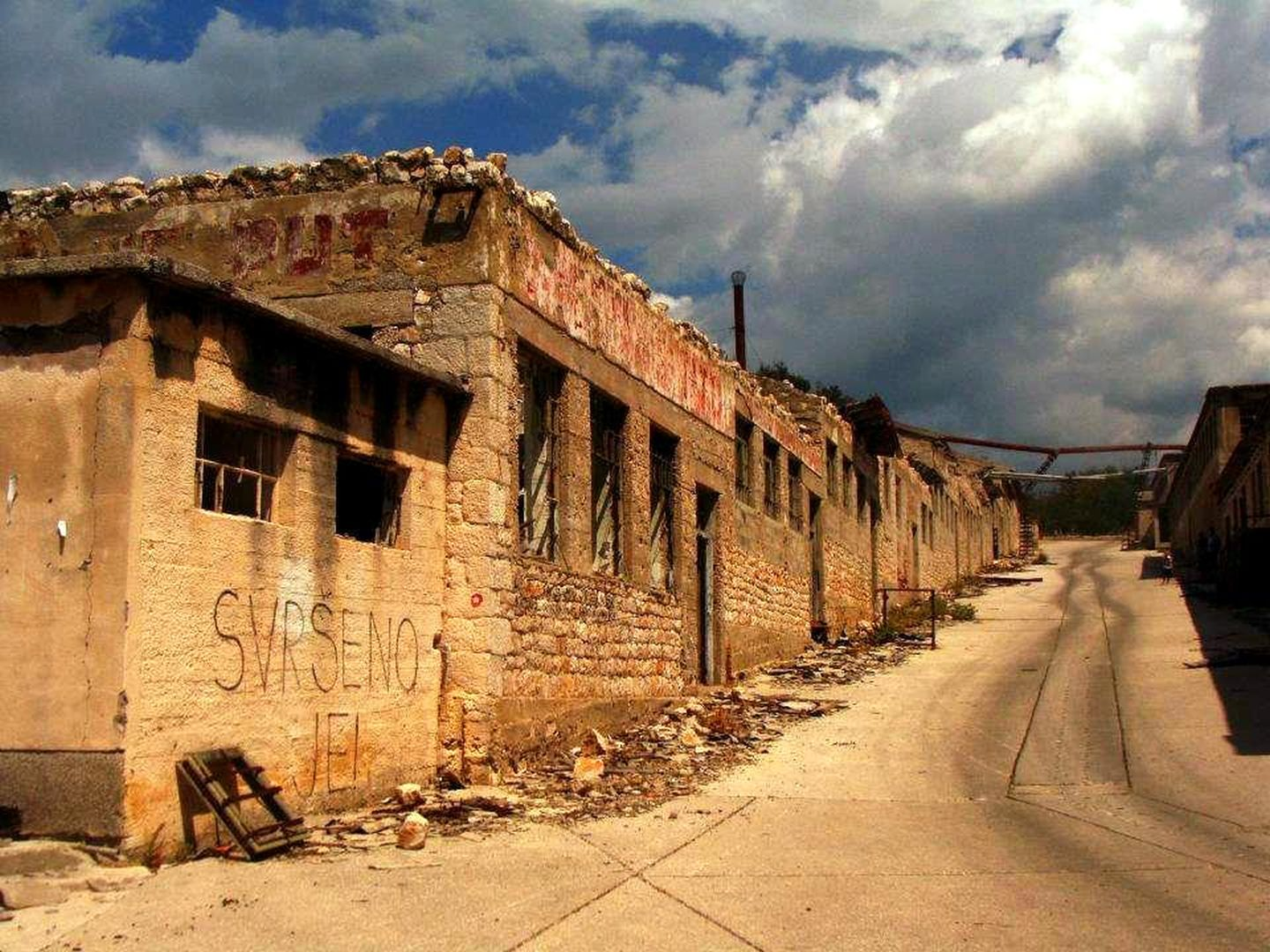
Graffiti dizendo "Acabou!"

- 1981: Noč do jutra ‒ romance do autor esloveno Branko Hofman[6]
- 1981: Herezia e Dervish Mallutes - romance alegórico do autor Kosovar Teki Dervishi
- 1982: Tren 2 - romance de Antonije Isaković
- 1984: Umiranje na obroke ‒ livro autobiográfico do autor esloveno Igor Torkar, sobre as condições da prisão de Goli Otok
- 1984: Goli Otok: The Island of Death ‒ livro de não ficção de autor búlgaro/macedônio Venko Markovski, detalhando a história da prisão de Goli Otok
- 1990: Goli Otok de Dragoslav Mihailović
- 1993: Lov na stenice de Dragoslav Mihailović
- 1996: Goli Otok: stratište duha ‒ livro de não ficção do autor croata Mihovil Horvat, contendo os acontecimentos de sua prisão e prisão durante o período Informbiro
- 1997: Goli Otok: Italiani nel Gulag di Tito ‒ relatório histórico do autor ítalo-croata Giacomo Scotti[38]
- 1997: Zlotvori – romance de Dragoslav Mihailović
- 1997: Tito's Hawaii ‒ romance do autor usando o pseudônimo Rade Panic (nome tirado de uma vítima política de mesmo nome cuja esposa foi enterrada na ilha; nome fictício) [39]
- 2005: Razglednica s ljetovanja ‒ romance curto autobiográfico da autora croata Dubravka Ugrešić; publicado na revista literária de Belgrado REČ časopis za književnost i kulturu, i društvena pitanja, br. 74/20, 2006, e no livro Nikog nema doma, ed. devedeset stupnjeva, Zagreb 2005. Tradução italiana Cartolina Estiva por  Luka Zanoni Osservatorio Balcani e Caucaso, 2008[40]
- 2010: Island of the World - romance do autor canadense, Michael D. O'Brien.
- 2019: Life Plays with Me (Publicado na América do Norte como More Than I Love My Life) - romance do escritor israelense David Grossman. Uma das personagens principais, Vera, foi internada como prisioneira política em Goli Otok antes de imigrar para Israel.

- 2023: The Secret of Bald Island -livro de não ficção de Claudia Sonia Colussi Corte, descrevendo o retorno de seu pai (Cherubino Colussi Corte) à Mali Lošinj, Iugoslávia, como parte do Controesodo italiano, sua prisão por suspeita de ser stalinista e sua prisão em Goli Otok durante o período Informbiro[41]

### Cinema e televisão
- 1996: Sedma kronika – Longa-metragem croata sobre um preso de Goli Otok que foge nadando até a ilha de Rab, baseado em um romance de Grgo Gamulin[42]
- 2002: Eva ‒ documentário contado em alemão, hebraico e inglês contando as experiências de Eva Panić-Nahir, ex-prisioneira da ilha; produzido/dirigido por Avner Faingulernt[43]
- 2009: Strahota - Die Geschichte der Gefängnisinsel Goli Otok ‒ Documentário em língua alemã com 8 ex-prisioneiros; produzido/dirigido por Reinhard Grabher[44]
- 2012: Goli Otok ‒ documentário dirigido por Darko Bavoljak[45]
- 2013: Lost Survivors ‒ Episódio da série de sobrevivência de reality shows do Travel Channel intitulado "Prison Island"[46]
- 2014: Goli – documentário dirigido por Tiha K. Gudac[47]
- 2014: In the Name of the People ‒ exposição em Belgrado; com uma lista alfabética de 16.500 nomes de pessoas que foram presas em Goli Otok, disponível para pesquisa online em seu website
- 2019: Mysteries of the Abandoned ‒ Temporada 4, episódio 9 "Haunting on Plague Island"[48]